# 서자와랑구르
서자와랑구르(Trachypithecus mauritius)은 콜로부스아과에 속하는 루뚱원숭이의 일종이다. 이전에는 자바원숭이의 아종으로 간주했으나, 2008년 루스와 그로브스가 별도의 종으로 승격했다. IUCN에서 취약종으로 지정하고 있다.

## 분포 및 서식지
서식지는 자카르타 서쪽의 자와섬으로 제한되어 있다. 현재 서식지는 산업 개발, 서식지 단편화, 보호구역 분리로 인해 우중쿨론 국립공원, 무아라앙케 야생동물 보호구역, 무아라겜봉으로 제한되어 있다. 망그로브에서 소네라티아의 잎과 열매를 먹는 것으로 알려져 있다.